# Colotois tangens
Colotois tangens là một loài bướm đêm trong họ Geometridae.